# Taniele Gofers
Taniele Gofers (* 12. Juni 1985 in Sydney) ist eine ehemalige australische Wasserballspielerin. Sie war Weltmeisterschaftszweite 2007 sowie Olympiadritte 2008.

## Sportliche Karriere
Die 1,83 Meter große Taniele Gofers spielte für das Sportteam der Universität Sydney.
Im Januar 2005 wurde Gofers mit der Juniorennationalmannschaft Dritte bei der Juniorenweltmeisterschaft. Im Juli 2005 belegte Gofers mit der australischen Mannschaft den sechsten Platz bei der Weltmeisterschaft in Montreal. Zwei Jahre später war Melbourne Austragungsort der Weltmeisterschaft 2007. Die Australierinnen gewannen ihre Vorrundengruppe und besiegten im Viertelfinale die Italienerinnen mit 12:8. Mit einem 12:9 gegen die Russinnen im Halbfinale erreichten die Australierinnen das Finale und unterlagen dann dem US-Team mit 5:6. 2008 bei den Olympischen Spielen in Peking belegten die Australierinnen in der Vorrunde den zweiten Platz hinter den Ungarinnen und vor den Niederländerinnen. Die Australierinnen erreichten das Halbfinale mit einem 12:11-Sieg über die Chinesinnen. Nach der 8:9-Niederlage gegen das US-Team im Halbfinale trafen die Australierinnen im Spiel um Bronze auf die Ungarinnen und gewannen mit 12:11 nach Shootout. Taniele Gofers erzielte insgesamt drei Treffer, darunter zwei beim 8:6 gegen Griechenland.
Keesja Gofers, die jüngere Schwester von Taniele, nahm ebenfalls an Olympischen Spielen teil.